# Actie van het Volk (Peru)
Actie van het Volk (Acción Popular, AP) is een politieke partij in Peru.

## Geschiedenis
De partij werd in 1956 opgericht door Fernando Belaúnde die daarmee een alternatief wilde bieden dat minder confronterend is dan de Amerikaanse Populaire Revolutionaire Alliantie (APRA). De partij heeft vanwege overlappingen een deel van het electoraat van de APRA afgepakt, voornamelijk onder de middenklasse, vaklieden en kantoorpersoneel. 
Bij de presidentsverkiezingen van 1963 en die van 1980 behaalde de partij een aanzienlijk electoraal succes, wat voor een belangrijk deel ook aan de leider Belaúnde te danken is geweest. Aanvankelijk werd de partij gezien als links van het midden, maar vanwege de verschuiving in de jaren tachtig van Peru van het politieke spectrum naar links, wordt de partij tegenwoordig meer als rechts van het midden beschouwd.
Na een tweede regeerperiode behaalde de AP in 1985 nog slechts 6,4% van de stemmen. In de verkiezingen van 1990 werkte de AP samen met de Movimiento Libertad en de Christelijke Volkspartij samen in de coalitie Democratisch Front dat achter de presidentskandidaat Mario Vargas Llosa stond.
In oktober 2000 werd Valentín Paniagua benoemd tot parlementsvoorzitter van het Peruviaanse congres, en, nadat president Alberto Fujimori van zijn voetstuk was gevallen, kreeg hij van november 2000 tot juli 2001 eveneens het ambt in handen van interim president van Peru.
Tijdens de verkiezingen van 2001 behaalde de AP 4,2% van de stemmen en in 2006 5,6% van de stemmen in de coalitie Front van het Midden met de partij Wij Zijn Peru en de Nationale Coördinator van Onafhankelijken (Coordinadora Nacional de Independientes). Tijdens de verkiezingen van 2011 vormde ze samen met de partijen Wij zijn Peru en Mogelijk Peru de alliantie Mogelijk Peru, die voormalig president Alejandro Toledo Manrique naar voren schoof. De alliantie behaalde de vierde plaats met 15,6% van de stemmen.
In het huidige congres (2011-2016) vertegenwoordigen 5 van de 130 parlementariërs de Actie van het Volk.

## Presidenten van Peru uit de Populaire Actie
- Fernando Belaúnde (1963-68, 1980-85)
- Valentín Paniagua (2000-01, interim)